# Таратута, Юлия Леонидовна
Ю́лия Леони́довна Тарату́та (род. 10 июля 1978, Винница) — российская журналистка, ведущая телеканала «Дождь», главный редактор онлайн-издания Wonderzine.

## Биография
Родилась в семье Леонида и Валентины Таратут. Окончила физико-математическую среднюю школу № 17 в Виннице и филологический факультет Винницкого государственного педагогического университета. В 1999 году поступила в аспирантуру Института русского языка имени В. В. Виноградова РАН в Москве, которую закончила в 2003 году, но кандидатскую диссертацию защищать не стала.
Стажировалась в «Новой газете», где однажды взяла интервью у своего однофамильца Михаила Таратуты. На протяжении семи лет (с февраля 2002 по июль 2009 года) работала корреспондентом в «Коммерсанте», затем — обозревателем отдела «Страна» в журнале Русский Newsweek (в 2009—2010 годах) и заместителем редактора отдела «Политика» газеты «Ведомости» (с ноября 2010 по декабрь 2011 года).
С 6 февраля 2012 по 1 декабря 2017 года была ведущей на телеканале «Дождь», вела авторскую передачу «Говорите с Юлией Таратутой» — цикл бесед-интервью с известными политиками, учёными, деятелями культуры и общества. С 2012 по 2014 год также работала шеф-продюсером на телеканале, была ведущей программ «Здесь и сейчас» и «Круглый стол».
С апреля 2014 по 2016 год работала главным редактором ежеквартальных изданий Forbes Woman и Forbes Life.
После ухода из Forbes с июня по ноябрь 2016 года была шеф-редактором издания Slon.ru (позднее переименовано в Republic).
С января 2017 года по настоящее время возглавляет ориентированное на женскую аудиторию онлайн-издание Wonderzine.
В 2019 году вернулась к работе на телеканале «Дождь». С 5 марта 2020 Юлия Таратута ведёт на телеканале авторскую программу «Нюансы». С декабря 2024 года является одной из ведущих программы «Drama Queens».
16 декабря 2022 года Министерством юстиции России внесена в список физических лиц «иностранных агентов».
28 апреля 2025 года Министерство внутренних дел России объявило Юлию Таратуту в розыск.

## Личная жизнь
Муж — журналист Михаил Фишман (род. 1972). Дочь — Екатерина (род. 2018).